# 敔
敔是中國古樂器。《詩經·周頌·有瞽》：「鞉磬祝圉」，「圉」通「敔」。

敔

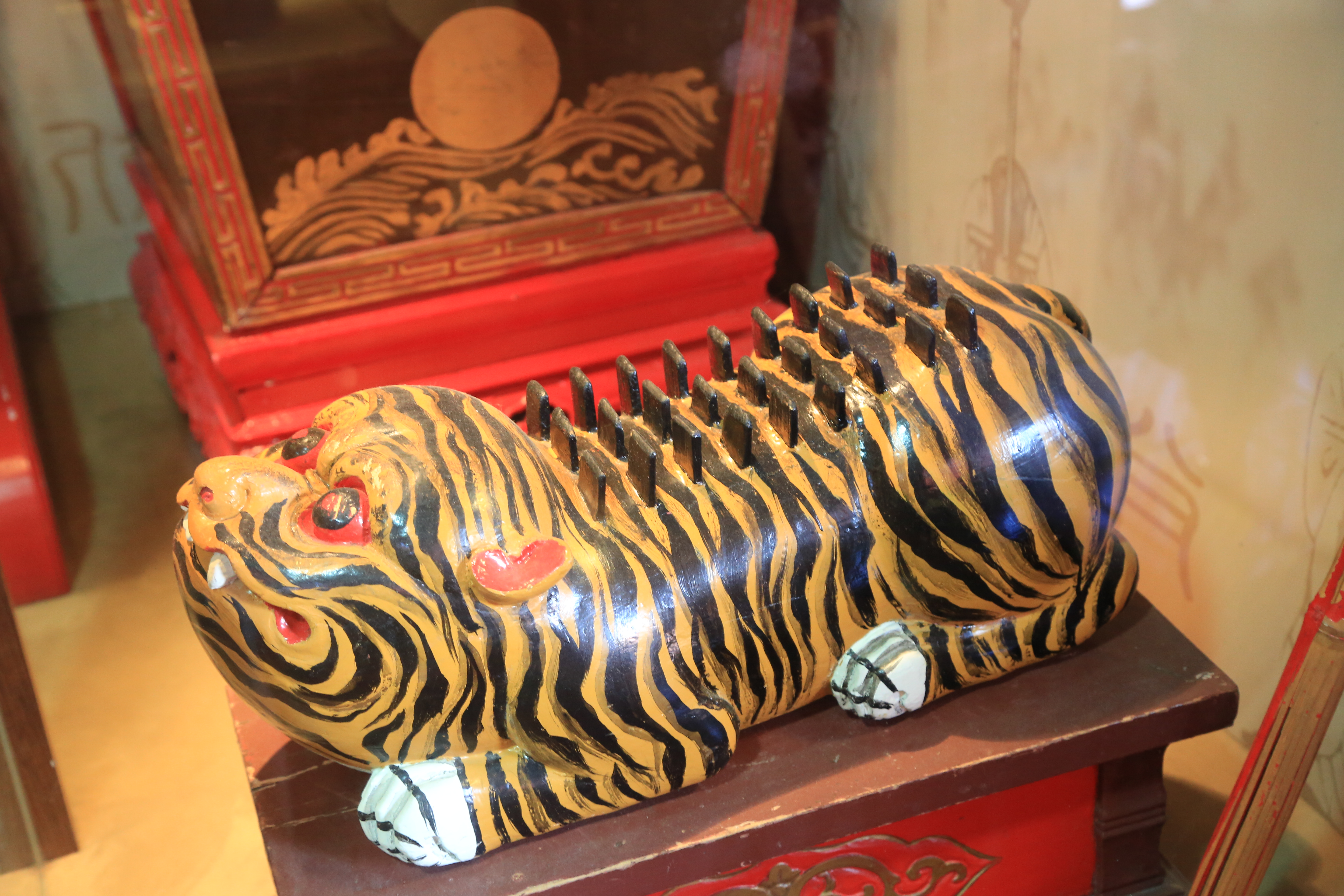
敔 (臺南孔子廟文物收藏樂器)

《三禮圖》中的敔

敔的形狀像伏虎，木製塗漆，虎背上有二十七鉏鋙（即木片）。演奏時，奏者要站在敔旁，把敔放在木架上，以籈刮動發聲，表示音樂的停止。敔僅用於古代宮庭雅樂跟祭祀音樂的結束時演奏。《尚書·益稷》提及「合止柷敔」，柷示意音樂的開始，敔則示意停止。
籈的形制以及演奏敔的方法，歷代各有變化。東漢鄭玄註《尚書》：「敔，狀如伏虎，背有刻，以物櫟之，所以止樂。」西晉郭璞註《爾雅》：「敔如伏虎，背上有二十七鉏铻刻，以木長尺櫟之。」《舊唐書‧音樂志》記載唐朝奏敔：「碎竹以擊其首而逆刮之，以止樂也。」宋代聶崇義《三禮圖》在敔下說明「今唐禮，用竹長二尺四寸，破爲十莖，於敔背横櫟之。」從這些註解不難察覺，籈的材質和設計隨時間經過而有變化，早期甚至沒有專門的形制，後來以木長尺，唐朝改用末端分散的竹片，宋代則規定末端縱切為十段。察今日所見形制，則有三種分別：
1. 如台南孔子廟所用籈，將竹筒的末端破成竹篾。
2. 故宮所藏中和韶樂敔則是將竹筒末端剖半、剩下的一半破為竹篾。
3. 如嘉義祭孔所用，為數條竹篾綁成一束。

此三種形制各地不一，竹篾數目有時也不守十條之數，如北京故宮所藏金漆彩畫敔，即將半截竹筒析為24條細竹篾。至於演奏，早期只刮動背上的鉏鋙，唐以後開始有擊打虎首的作法，今日所見，則多半在敔頭上敲三次後，再在敔背上的鉏橫掃三次。
敔自身形制變化不大，大致上都在鉏鋙排列上。常見的有兩種：
1. 鉏鋙分列型：如台南孔子廟所藏，二十七齒分為三列。傳世文物中，又有三列各九齒以及三列齒數不一致而共二十七齒的分別。
2. 鉏鋙同列型：如《皇朝禮器圖式》以及今日所見中和韶樂敔，二十七片緊密排成一列。又有敔背上有方槽，插入木片為略可活動之鉏鋙；以及鉏鋙完全固定不動兩種。

其中，依據鉏鋙的形狀，又分兩種。
1. 木片狀。
2. 楔子或三角狀。

宋代聶崇義《三禮圖》所載圖形，即為楔子狀同列鉏鋙。韓國李氏朝鮮正祖李祘下令編纂的《春官通考》，以及今日國立古宮博物館所藏白虎敔也是此形制。

## 參閱
- 葉振綱，《音樂小百科 ── 中國音樂與樂器》ISBN 957820809X
- 趙風，《中國樂器》ISBN 7800281183

## 延伸阅读
[在维基数据编辑]
 《欽定古今圖書集成·經濟彙編·樂律典·柷敔部》，出自陈梦雷《古今圖書集成》